# Няня (фильм, 2022)
«Няня» (англ. Nanny) — американский фильм ужасов 2022 года режиссёра Никиату Джусу. Главные роли в фильме исполнили Анна Диоп, Мишель Монаган и Морган Спектор. Джейсон Блум выступил в качестве исполнительного продюсера через свою компанию Blumhouse Television.
Мировая премьера фильма состоялась на кинофестивале «Сандэнс» 22 января 2022 года. Премьера в ограниченном кинопрокате запланирована на 23 ноября 2022 года.

## Сюжет
Аиша, нелегальная иммигрантка из Сенегала, нанимается в качестве няни для дочери богатой пары из Манхэттена. Она легко завоевывает расположение вверенной ей девушки Роуз. В процессе Аиша обнаруживает, что брак её родителей негармоничен. Мать Роуз — помешанная на контроле, а её яркий отец работает фотожурналистом. Сама Аиша скучает по своему сыну, оставшемуся в Африке. Она надеется, что её работа позволит ей в скором времени пригласить его к себе в США. Когда появление сына Аиши становится всё ближе, сверхъестественное присутствие начинает вторгаться как в её сны, так и в реальность.

## В ролях
- Анна Диоп — Аиша
- Мишель Монаган — Эми
- Синкуа Уоллс — Малик
- Морган Спектор — Адам
- Роуз Деккер — Роуз

## Производство
13 апреля 2021 года стало известно, что Никиату Джусу дебютирует в режиссуре с фильмом «Няня». Джусу также написала сценарий к фильму, который вошёл в «Черный список 2020 года». В июне 2021 года к актёрскому составу фильма присоединились Анна Диоп, Мишель Монаган, Синкуа Уоллс, Морган Спектор и Филиция Рашад.
Съёмки начались в июне 2021 года в Нью-Йорке.

## Релиз
Мировая премьера фильма состоялась 22 января 2022 года на кинофестивале «Сандэнс», где фильм получил «Большой приз американского жюри». Фильм также был показан на Международном кинофестивале в Торонто в сентябре 2022 года, а затем на фестивале AFI Fest в ноябре 2022 года. Премьера в ограниченном кинопрокате запланирована на 23 ноября 2022 года.

## Критика
На сайте Rotten Tomatoes фильм имеет рейтинг 90 % основанный на 141 отзывах, со средней оценкой 7 из 10. Консенсус критиков гласит: «Благодаря сильной игре главной героини, умный и тревожный фильм стал многообещающим дебютом для сценариста и режиссёра Никиату Джусу». На Metacritic средневзвешенная оценка составляет 66 баллов из 100 на основе 10 отзывов, что указывает на «в целом благоприятные отзывы».